# John Aae

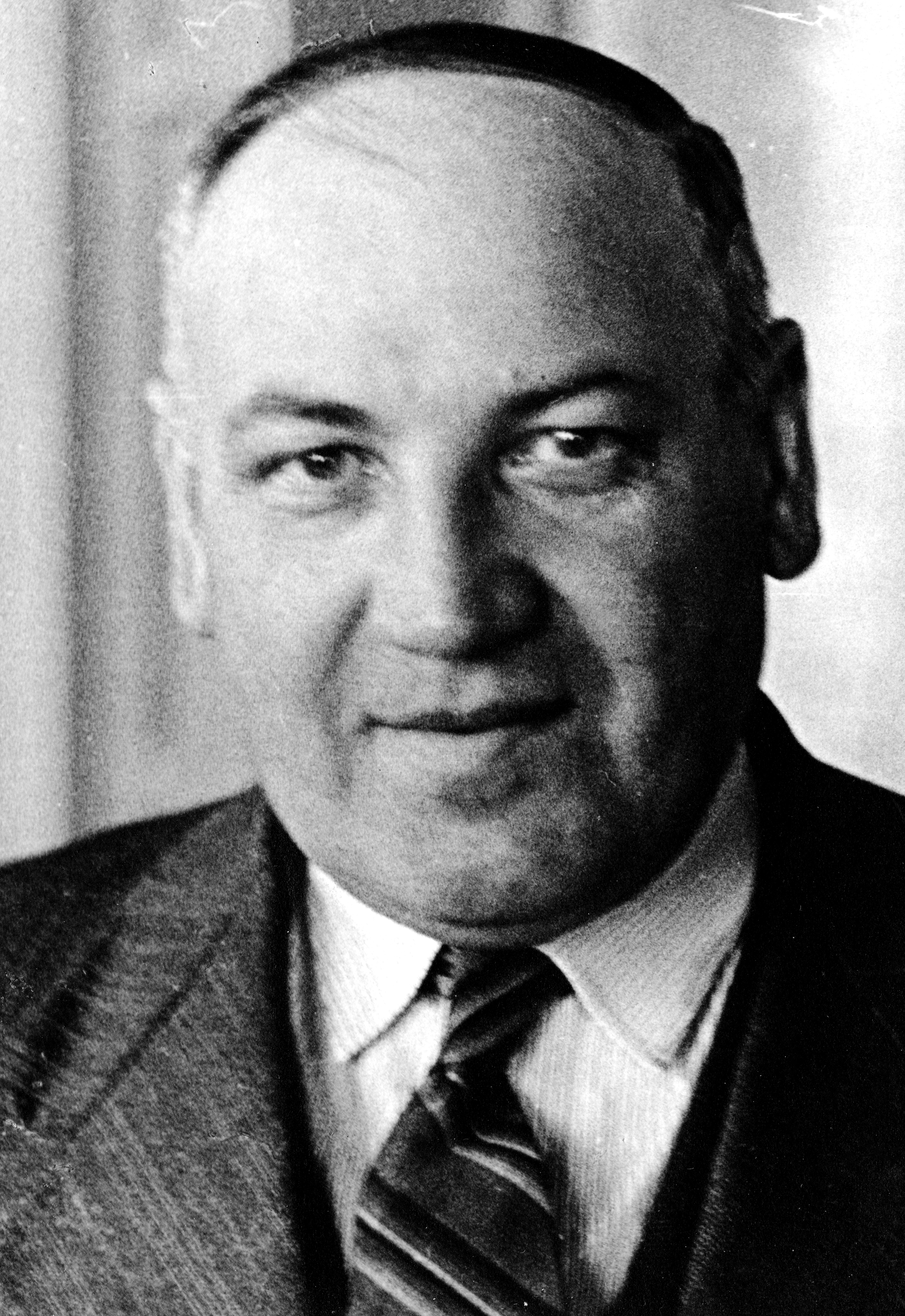
John Aae, k. 1940

John Amandus Aae (26 tháng 10 năm 1890 - 12 tháng 1 năm 1968) là một chính trị gia người Na Uy của Công Đảng.
Ông sinh ra ở Jämtland, nhưng lớn lên ở Snillfjord. Ông trở thành quản lý của tờ báo Ny Tid vào năm 1919. Trong cuộc chia tách đảng năm 1923 chứng kiến Đảng Cộng sản ly khai khỏi Đảng Lao động, Aae đã đứng về phía Đảng Lao động. Khi Ny Tid đứng về phía Đảng Cộng sản, Aae và những người khác đã thành lập tờ báo Lao động Arbeider-Avisen. Aae làm quản lý tờ báo từ năm 1924.
Từng là thành viên của hội đồng thành phố Strinda từ năm 1917 đến năm 1923, Aae được bầu vào hội đồng thành phố Trondheim năm 1928. Ông trở thành phó thị trưởng năm 1935. Việc Đức chiếm đóng Na Uy đã cản trở sự nghiệp của ông. Arbeider-Avisen đã bị chính quyền đóng cửa vào năm 1941. Aae phải trốn sang Thụy Điển vào năm 1942, và làm giám đốc trại tại Kjesäter từ năm 1943 đến năm 1945. Sau chiến tranh, ông trở lại làm phó thị trưởng, thăng tiến lên vị trí thị trưởng ở 1948. Ông từ chức vào năm 1957. Năm 1958, ông cũng từ chức quản lý Arbeider-Avisen.